# Simorcus guinea
Simorcus guinea Van Niekerk & Dippenaar-Schoeman, 2010 è un ragno appartenente alla famiglia Thomisidae.

## Etimologia
Il nome proprio deriva dalla nazione dove sono stati reperiti i primi esemplari: la Guinea

## Caratteristiche
L'olotipo femminile rinvenuto ha lunghezza totale è di 7,8-9,2 mm; la lunghezza del cefalotorace è di 3,45 mm e la sua larghezza è di 2,6mm

## Distribuzione
La specie è stata reperita in Guinea, nella località di F C de Zamia, dal collezionista J. F. van der Donckt; e in Congo: a Kirwa, cittadina nella provincia del Kivu Nord

## Tassonomia
Al 2015 non sono note sottospecie e dal 2014 non sono stati esaminati nuovi esemplari.